# Interstitialvæske
Interstitialvæsken (ISV) er den del af ekstracellulærvæsken, som ligger umiddelbart uden om cellerne, men samtidig også uden for blodbanerne hos flercellede dyr og mennesker. ISV udgør hos en voksen og rask mand på 70 kg cirka 10,5 liter.
Interstitialvæske og blodplasma, som udgør hovedbestanddelen af blod, er meget lig hinanden, og udveksles frit gennem blodårernes kapillærvægge.
| Lægevidenskab | Spire Denne artikel om lægevidenskab er en spire som bør udbygges. Du er velkommen til at hjælpe Wikipedia ved at udvide den. |